# Dave Heineman
Dave Heineman là thống đốc thứ 39 tiểu bang Nebraska, Hoa Kỳ. Ông bắt đầu giữ chức vụ này từ năm 2005.